# Галифакс (Новая Шотландия)
Региональный муниципалитет Га́лифакс (англ. Halifax Regional Municipality, гэльск. Halafacs Regyonal Municipality) или просто Га́лифакс (англ. Halifax, гэльск. Halafacs) — город в Канаде, административный центр провинции Новая Шотландия и порт на Атлантическом побережье. Население в 2021 году — 439,8 тыс. жителей (13-е место по Канаде), агломерация — 465,7 тыс. жителей.

## История
До прибытия европейцев территорию сегодняшнего Галифакса населяло индейское племя микмаков, занимавшееся рыболовством, охотой и примитивным земледелием.

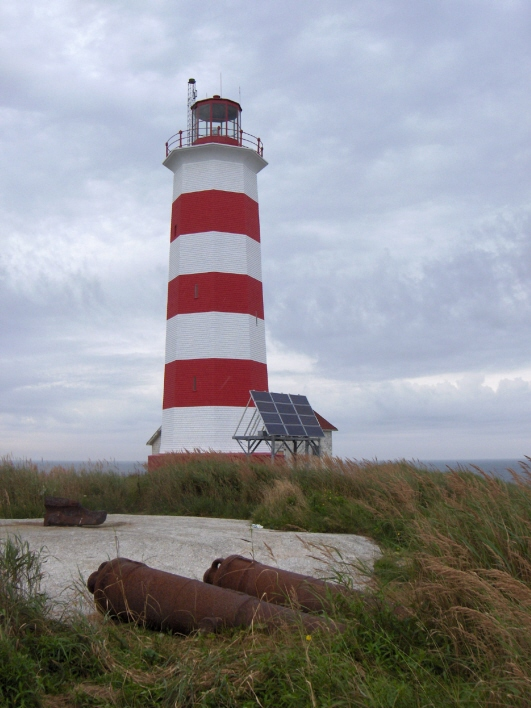
Маяк Самбро — старейший в Северной Америке (1758)

В 1749 году английскими поселенцами был основан город Галифакс, названный в честь государственного деятеля Британской империи Джорджа Монтегю-Дунка, 2-го графа Галифакса. 13 кораблей с переселенцами бросили якоря в городской бухте 21 июня 1749 года. Микмаки агрессивно встретили пришельцев и попытались уничтожить колонию, но после прибытия подкреплений из Англии были разгромлены.
Во время Семилетней войны Галифакс был одной из основных баз британцев в Северной Америке. Та же роль сохранилась за ним и в ходе Войны за независимость США, когда город также послужил пристанищем для нескольких тысяч беженцев-лоялистов из США.
В дальнейшем история города развивалась без особых событий, за исключением мощнейшего взрыва 6 декабря 1917 года в гавани города. Кроме того, город стал местом проведения 21-го саммита Большой семёрки 15—17 июня 1995 года.

## География и климат
Вопреки прибрежному расположению Галифакса, климат города является умеренно континентальным, что связано с преобладанием западных ветров, переносящих воздушные массы из глубин материка. Тем не менее, влияние Атлантического океана смягчает климат города по сравнению с внутренними районами провинции.
| Показатель                                        | Янв.  | Фев.  | Март  | Апр.  | Май   | Июнь  | Июль  | Авг. | Сен.  | Окт.  | Нояб. | Дек.  | Год    |
| ------------------------------------------------- | ----- | ----- | ----- | ----- | ----- | ----- | ----- | ---- | ----- | ----- | ----- | ----- | ------ |
| Абсолютный максимум, °C                           | 14,0  | 16,0  | 28,2  | 28,3  | 33,3  | 35,3  | 37,2  | 34,4 | 34,6  | 31,1  | 23,3  | 16,7  | 37,2   |
| Средний суточный максимум, °C                     | −0,2  | −0,1  | 3,5   | 8,4   | 14,1  | 19,4  | 22,9  | 23,0 | 19,0  | 13,1  | 7,9   | 2,6   | 11,2   |
| Средняя температура, °C                           | −4,4  | −4,1  | −0,3  | 4,6   | 9,8   | 15,0  | 18,6  | 18,9 | 15,2  | 9,6   | 4,5   | −1,3  | 7,2    |
| Средний суточный минимум, °C                      | −8,6  | −8,1  | −4,2  | 0,8   | 5,5   | 10,5  | 14,2  | 14,8 | 11,4  | 5,9   | 1,2   | −5,1  | 3,2    |
| Абсолютный минимум, °C                            | −27,2 | −29,4 | −23,3 | −13,9 | −5    | 0,0   | 4,4   | 3,9  | −1,7  | −7,2  | −15,6 | −25,6 | −29,4  |
| Норма осадков, мм                                 | 150,7 | 113,8 | 134,4 | 121,1 | 119,4 | 108,0 | 105,9 | 98,3 | 107,1 | 135,4 | 153,7 | 160,2 | 1508,0 |
| Температура воды, °C                              | 2     | 0     | 0     | 1     | 4     | 9     | 14    | 16   | 15    | 12    | 8     | 4     | 7      |
| Источник: Environment Canada, World Climate Guide |       |       |       |       |       |       |       |      |       |       |       |       |        |

## Население

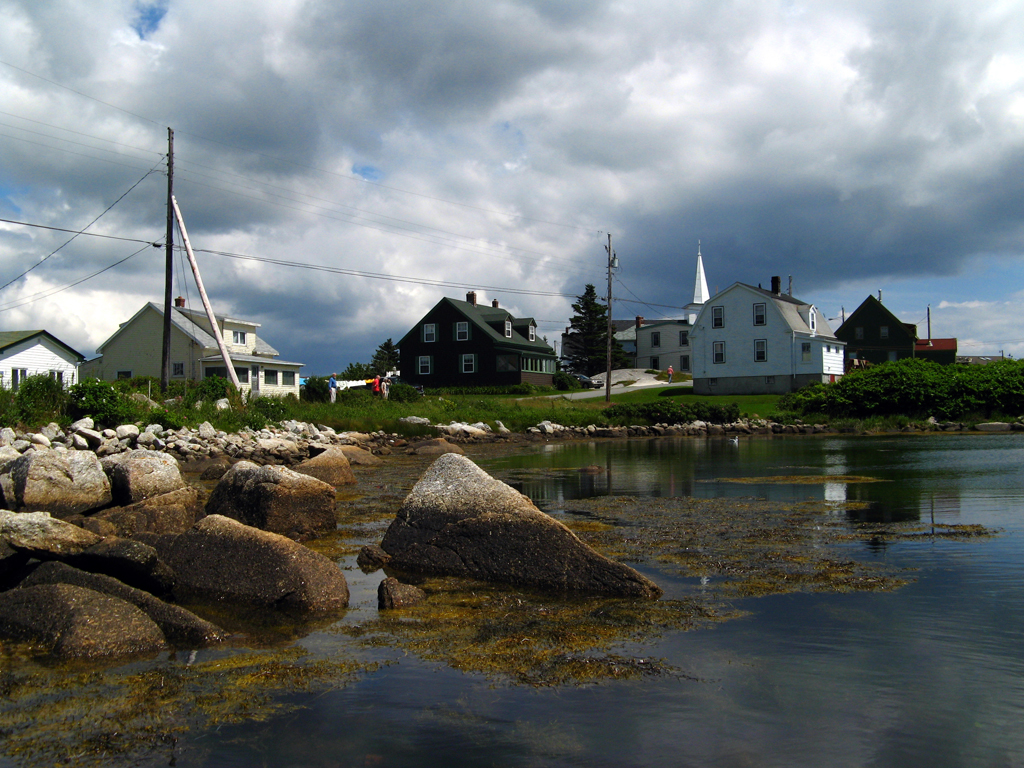
Жилой район в пригороде

По данным переписи населения 2021 года, проведенной Статистической службой Канады, население регионального муниципалитета Галифакс составляло 439 819 человек, проживающих в 190 512 из 200 473 частных домов, что было на 9,1 % меньше, чем в 2016 году, когда население города оценивалось в 403 131 человек. При площади 5 475,57 км2 (2 114,13 кв. миль) плотность населения в 2021 году составляла 80,3/км2 (208,0/кв. миль).
Большинство (91 %) горожан относятся к белой расе, к негроидной расе около 4 %, китайцев — 1 %.
По происхождению большинство горожан являются потомками переселенцев из Англии, Шотландии и Ирландии. Свыше 90 % используют дома английский язык, 2,5 % — французский. Около 85 % жителей — христиане, 12 % — атеисты.
Уровень преступности довольно высок по канадским меркам.

## Экономика

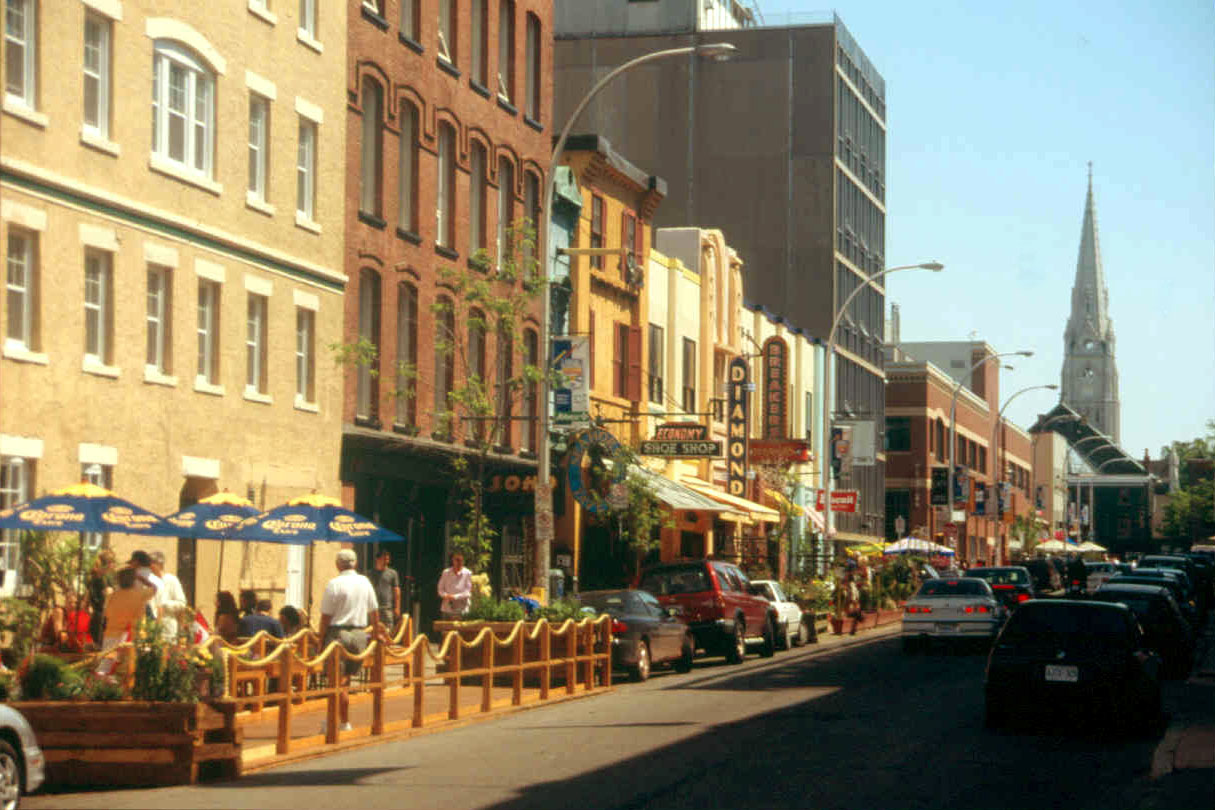
Популярный туристический район

Галифакс является крупнейшим экономическим, финансовым, транспортным и образовательным центром региона Атлантическая Канада. В городе развиты судо- и автостроение, нефтеперерабатывающая, рыбоконсервная промышленность. Грузооборот порта свыше 10 млн т. в год.
Значительный вклад в городскую экономику вносит туризм (около 600 000 туристов ежегодно).
Два крупнейших работодателя города — Канадские вооружённые силы и Морской порт Галифакса.
В Галифаксе расположен пивоваренный завод компании Alexander Keith's.
В последние годы начали разрабатываться месторождения природного газа на шельфе вблизи города (у острова Сейбл).

## Транспорт
Город обслуживается Международным аэропортом Галифакс-Стэнфилд (IATA: YHZ, ICAO: CYHZ) с пассажирооборотом 3,5 млн человек в год (2010). Регулярные рейсы выполняются в множество городов Канады, США и на курорты Карибского моря, а также в Лондон, Франкфурт-на-Майне и Рейкьявик.

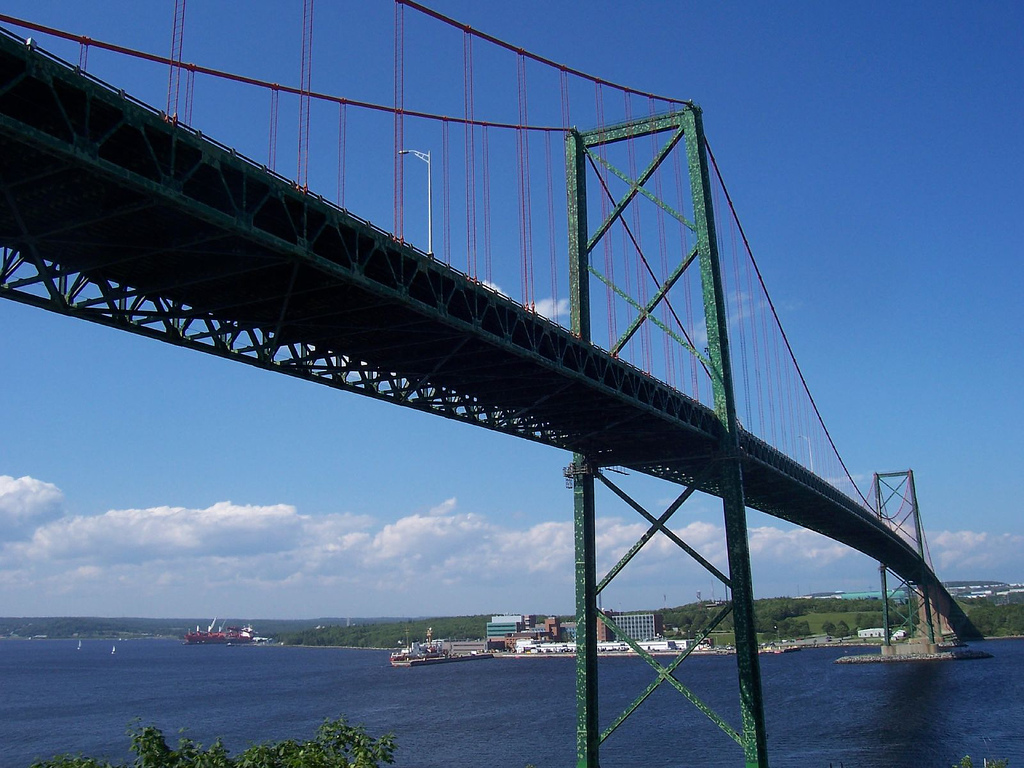
Мост через городскую бухту

Порт Галифакса обслуживает прибывающие круизные суда, а также две паромные линии местного значения. Грузооборот порта — около 10 млн тонн в год.
Галифакс является крайней восточной точкой железнодорожной системы Канады, обслуживая перевалку грузов с морского на железнодорожный транспорт и обратно. Три раза в неделю по маршруту Галифакс — Монреаль ходит пассажирский поезд Океан (Ocean) — старейший из именных поездов в Северной Америке.
Общественный транспорт города управляется организацией Metro Transit (Halifax) и представлен 56 автобусными маршрутами и двумя паромными линиями.

## Образование и культура
В городе действуют пять университетов, в том числе:
- Университет Дэлхаузи
- Университет Святой Марии
- Колледж искусства и дизайна Новой Шотландии

Галифакс является крупнейшим культурным центром атлантических провинций Канады. В городе работают театры, музеи и художественные галереи, в том числе театр Нептун, музей естественной истории Новой Шотландии, морской музей Атлантики, военный музей, Канадский музей иммиграции, художественная галерея Новой Шотландии, дают концерты музыкальные коллективы, самым известным из которых является симфонический оркестр Новой Шотландии.

## Спорт
Хоккейная команда «Галифакс Мусхэдз» выступает в главной юниорской хоккейной лиге Квебека и отметилась победой в Президентском Кубке 2012/2013.